# Élections législatives saint-marinaises de 1920
Les élections législatives saint-marinaises de 1920 se sont déroulées le 14 novembre 1920.

## Contexte
En 1906, le Grand Conseil général moderne est mis sur pied, poussé par des groupes libéraux et pro-démocratie, ainsi que le Parti socialiste, à l’époque, le seul parti politique existant à Saint-Marin, pour remplacer le Conseil souverain et princier, qui, depuis son instauration, au XVIIe siècle, choisissait ses membres sans consulter la population. Ces rencontres citoyennes s'appelaient Arengo.
Selon la loi électorale adoptée en 1906, le territoire est séparé en 9 circonscriptions, correspondant aux municipalités de la république, et l’assemblée est constituée de 60 sièges, répartis entre les municipalités, selon leur population. Les députés sont élus selon le scrutin plurinominal majoritaire. Seuls les propriétaires et les diplômés âgés de 25 ans et plus ont le droit de vote.
De 1906 à 1920, les députés sont sans étiquette, même si le Parti socialiste a réussi à y faire élire plusieurs de ses partisans.
En 1920, inspiré par son voisin italien, Saint-Marin modifie sa loi électorale pour introduire le scrutin proportionnel plurinominal.

## Forces en présence
Trois listes briguent les suffrages:
- Le Parti socialiste;
- Le Parti populaire, cousin du Parti populaire italien, de centre-droit chrétien-démocrate, et prédécesseur du Parti démocrate-chrétien saint-marinais;
- L’Union démocratique saint-marinaise, parti conservateur, voulant restaurer l’ordre ancien d'avant 1906.

## Résultats
|                        |                                          |       |       |     |        |  |  |  |  |  |  |  |  |  |
| Partis                 | Partis                                   | Voix  | %     | +/- | Sièges |  |  |  |  |  |  |  |  |  |
|                        | Parti populaire saint-marinais (PPS)     | 1 125 | 47,75 | Nv. | 29     |  |  |  |  |  |  |  |  |  |
|                        | Parti socialiste saint-marinais (PSS)    | 697   | 29,58 | N/A | 18     |  |  |  |  |  |  |  |  |  |
|                        | Union démocratique saint-marinaise (UDS) | 534   | 22,67 | Nv. | 13     |  |  |  |  |  |  |  |  |  |
|                        |                                          |       |       |     |        |  |  |  |  |  |  |  |  |  |
| Suffrages exprimés     | Suffrages exprimés                       | 2 356 | 98,54 |     |        |  |  |  |  |  |  |  |  |  |
| Votes blancs et nuls   | Votes blancs et nuls                     | 35    | 1,46  |     |        |  |  |  |  |  |  |  |  |  |
| Total                  | Total                                    | 2 391 | 100   | -   | 60     |  |  |  |  |  |  |  |  |  |
| Abstentions            | Abstentions                              | 1 650 | 40,83 |     |        |  |  |  |  |  |  |  |  |  |
| Inscrits/Participation | Inscrits/Participation                   | 4 041 | 59,17 |     |        |  |  |  |  |  |  |  |  |  |